# 格尔玛遗址
格尔玛遗址，位于中国青海省化隆县群科镇格尔玛村，为青海省市县级文物保护单位，公布日期为1987年9月10日，类型为古遗址。
格尔玛遗址的历史年代为新石器时代、青铜时代。